# Berenbroek (België)
Berenbroek is een gehucht in Eigenbilzen, deelgemeente van Bilzen in de Belgische provincie Limburg.
Het gehucht ligt sinds de jaren 1930 afgescheiden van Eigenbilzen door de uitgraving van het Albertkanaal en grenst aan Gellik, deelgemeente van Lanaken.
Berenbroek ligt vlak langs natuurgebied De Hoefaert.